# Eubranchus steinbecki
Eubranchus steinbecki is een slakkensoort uit de familie van de Eubranchidae. De wetenschappelijke naam van de soort is voor het eerst geldig gepubliceerd in 1987 door David W. Behrens. Hij noemde ze naar John Steinbeck.
De soort komt voor aan de kust van Oregon, Californië en zuidelijker tot in Baja California.